# HD 6559
HD 6559，又名CD-24 484，SAO 166799、HR 320，是一颗恒星，视星等为6.14，位于銀經170.31，銀緯-85.44，其B1900.0坐标为赤經1h 1m 17.1s，赤緯-24° -85.44′ 37″。